# Calgary Games
| Årets häst   |               |               |
| 2020         | 2021          | 2022          |
| Hail Mary    | Calgary Games | Francesco Zet |
| Robert Bergh | Timo Nurmos   | Daniel Redén  |

Calgary Games, född 2 mars 2017 på Menhammar stuteri i Ekerö kommun i Stockholms län, är en svensk amerikansk travare. Han tränades under sin tävlingskarriären av Timo Nurmos och kördes av Jorma Kontio i början av karriären för att senare ersättas av Björn Goop.
Calgary Games tävlade mellan juni 2020 och december 2022. Han var till obesegrad fram till sin sista start, då han diskvalificerades på grund av galopp. Under tävlingskarriären sprang han in nästan 6,7 miljoner kronor på 11 starter, varav 10 segrar. Han tog karriärens största segrar i Svenskt Travderby (2021) och Grand Prix l'UET (2021). Han utsågs till både "Årets Häst" och "Årets 4-åring" 2021.

## Karriär
Calgary Games såldes redan som ettåring till Timo Nurmos, och sattes i träning i hans stall. Han debuterade på tävlingsbanan den 29 juni 2020 på Mantorpstravet med att segra med nio längder före tvåan i mål.
Calgary Games segrade i Svenskt Travderby den 5 september 2021. Han segrade på nytt världsrekord med tiden 1.11,7 över 2 640 meter med autostart. Redan direkt efter loppet visades intresse från Margareta Wallenius-Kleberg för att använda Calgary Games som avelshingst. Även flera stora stuterier i USA hade visat intresse för Calgary Games som avelshingst.
Calgary Games segrade även i Grand Prix l'UET den 9 oktober 2021.
Den 16 november 2023 bekräftades det att Calgary Games avslutar tävlingskarriären och kommer istället att vara verksam som avelshingst.

## Utmärkelser

### Hästgalan
Vid den svenska Hästgalan den 12 februari 2022 vann Calgary Games utmärkelserna "Årets Häst" och "Årets 4-åring" 2021.
| År   | Nominerad       | Resultat | Ref.         |
| ---- | --------------- | -------- | ------------ |
| 2021 | "Årets häst"    | 1        | [ 13 ] [ 2 ] |
| 2021 | "Årets 4-åring" | 1        | [ 13 ] [ 2 ] |

## Statistik
| Skor fram | Skor bak |

| Skor fram | Skor bak |

| Skor fram | Skor bak |

| Skor fram | Skor bak |

| Ingen skoinformation | Ingen skoinformation |

| Skor fram | Skor bak |

| Skor fram | Skor bak |

| Skor fram | Skor bak |

| Inga skor fram, ändrat sedan förra start | Inga skor bak, ändrat sedan förra start |

| Skor fram, ändrat sedan förra start | Skor bak, ändrat sedan förra start |

| Inga skor fram, ändrat sedan förra start | Inga skor bak, ändrat sedan förra start |

| Ingen skoinformation | Ingen skoinformation |

| Skor fram, ändrat sedan förra start | Skor bak, ändrat sedan förra start |

| Ingen skoinformation | Ingen skoinformation |

| Ingen skoinformation | Ingen skoinformation |